# Galina Lichaczowa
Galina Władimirowna Lichaczowa (ros Галина Владимировна Лихачёва; ur. 15 lipca 1977 w Jekaterynburgu) – rosyjska łyżwiarka szybka, brązowa medalistka olimpijska.

## Kariera
Największy sukces w karierze Galina Lichaczowa osiągnęła w 2006 roku, kiedy wspólnie z Jekatieriną Abramową, Jekatieriną Łobyszewą, Warwarą Baryszewą i Swietłaną Wysokową zdobyła brązowy medal w biegu drużynowym podczas igrzysk olimpijskich w Turynie. Nie wystąpiła w żadnej konkurencji indywidualnej. Na rozgrywanych cztery lata później igrzyskach w Vancouver była siódma w drużynie i dwudziesta na dystansie 3000 m. Nigdy nie zdobyła medalu mistrzostw świata, jej najlepszym wynikiem było czwarte miejsce w biegu drużynowym wywalczone podczas dystansowych MŚ w Inzell w 2005 roku, dystansowych MŚ w Salt Lake City w 2007 roku oraz rozgrywanych dwa lata później dystansowych MŚ w Richmond. Wielokrotnie startowała w zawodach Pucharu Świata, odnosząc przy tym trzy zwycięstwa drużynowe. Najlepsze rezultaty osiągała w sezonie 2001/2002, kiedy była dziewiętnasta w klasyfikacji końcowej 3000/5000 m.